# Ернестинув (Лодзинське воєводство)
Ернестинув (пол. Ernestynów) — село в Польщі, у гміні Бедльно Кутновського повіту Лодзинського воєводства.
Населення — 144 особи (2011).
У 1975-1998 роках село належало до Плоцького воєводства.

## Демографія
Демографічна структура станом на 31 березня 2011 року:
|          | Загалом | Допрацездатний вік | Працездатний вік | Постпрацездатний вік |
| -------- | ------- | ------------------ | ---------------- | -------------------- |
| Чоловіки | 73      | 13                 | 51               | 9                    |
| Жінки    | 71      | 11                 | 40               | 20                   |
| Разом    | 144     | 24                 | 91               | 29                   |